# Rev Theory
Rev Theory (antigament coneguda com a Revelation Theory) és una banda musical estil hard rock nord-americana de North Andover, Massachusetts. Rev Theory es va formar el 1997. Els seus membres són Rich Luzzi, Julien Jorgensen, Dave Agoglia, Matt McCloskey i Rikki Lixx.